# Aérodrome de Hiva Oa
L'aérodrome de Hiva Oa – Jacques-Brel (code IATA : AUQ • code OACI : NTMN) est situé à 4,5 km de la ville d'Atuona sur l'île de Hiva Oa en Polynésie française. Il a d'abord reçu comme code AITA HIX, ce qui a été modifié en 2012.

## Historique
L'aérodrome est dénommé aérodrome Jacques-Brel depuis 2008 – de même que l'aéroclub qui y réside, en hommage au chanteur qui vécut sur l'île les trois dernières années de sa vie et y est enterré – à l'occasion de la commémoration des trente ans de la mort de Jacques Brel lors d'une cérémonie regroupant les autorités polynésiennes emmenées par Gaston Tong Sang.

## Situation
L'aérodrome de Hiva Oa est situé sur une colline à 451 m d'altitude. Il est distant de 10 km par la route de la principale ville de l'île, Atuona, qui est le point de départ des bateaux rapides et du Te ata o hiva desservant les îles de Fatu Hiva et Tahuata.
| Nengo-Nengo Marutea-Sud Nukutepipi Ahe Anaa Apataki Arutua Hiva Oa Bora-Bora Tahiti-Fa'a'ā Faaite Fakarava Fangatau Hao Fakahina Hikueru Huahine Kaukura Katiu Kauehi Makemo Manihi Mataiva Maupiti Moorea Napuka Niau Nuku Hiva Nukutavake Puka-Puka Pukarua Raiatea Raivavae Rangiroa Raroia Reao Rimatara Rurutu Takapoto Takaroa Takume Tatakoto Tikehau Totegegie Tubuai Tureia Ua Huka Ua Pou Vahitahi |

## Compagnies et destinations
L'aérodrome est desservi par Air Tahiti en Twin Otter avec les fréquences suivantes (programme d'hiver 2015) :
- une fois par jour vers Papeete dont une liaison hebdomadaire directe en ATR
- une fois par jour (sauf jeudi) vers Ua Pou
- une fois par jour (sauf jeudi) vers Nuku Hiva
- quatre fois par semaine vers Ua Huka

| Compagnies | Destinations                            |
| ---------- | --------------------------------------- |
| Air Moana  | Tahiti-Faaa                             |
| Air Tahiti | Nuku Hiva, Tahiti-Faaa, Ua Huka, Ua Pou |

Édité le 28/04/2018

## Données de trafic
Pour des raisons techniques, il est temporairement impossible d'afficher le graphique qui aurait dû être présenté ici.

Voir la requête brute et les sources sur Wikidata.